# Coryphaenoides filifer
Coryphaenoides filifer es una especie de pez de la familia Macrouridae en el orden de los Gadiformes.

## Morfología
• Los machos pueden llegar alcanzar los 55 cm de longitud total.

## Reproducción
Es ovíparo y las  larvas  planctónicas.

## Depredadores
Es depredado por Reinhardtius hippoglossoides .

## Hábitat
Es un pez de aguas profundas que vive entre 1.285-2.904 m de profundidad.

## Distribución geográfica
Se encuentra desde el mar de Ojotsk hasta Alaska y el sur de California (Estados Unidos ).